# HMS Hood (1891)
O HMS Hood foi um couraçado pré-dreadnought operado pela Marinha Real Britânica e a terceira embarcação da Classe Royal Sovereign. Sua construção começou em agosto de 1889 no Estaleiro Real de Chatham e foi lançado ao mar em julho de 1891, sendo comissionado na frota britânica em junho de 1893. Era armado com uma bateria principal composta por quatro canhões de 343 milímetros montados em duas torres de artilharia duplas, tinha um deslocamento carregado de mais de quinze mil toneladas e alcançava uma velocidade máxima de 17,5 nós (32,4 quilômetros por hora).
O Hood teve uma carreira em sua maior parte tranquila, passando a maior parte do seu período de serviço ativo atuando na Frota do Mediterrâneo e ocupando-se de exercícios de rotina. Em 1897 ele fez parte da Esquadra Internacional que interviu durante uma revolta em Creta contra o domínio do Império Otomano. Voltou para casa em 1902 e no ano seguinte foi colocado na Frota Doméstica, enquanto em 1905 foi colocado na reserva. Foi descomissionado em 1911 e deliberadamente afundado em novembro de 1914 na Primeira Guerra Mundial como um bloqueio subaquático.

## Características

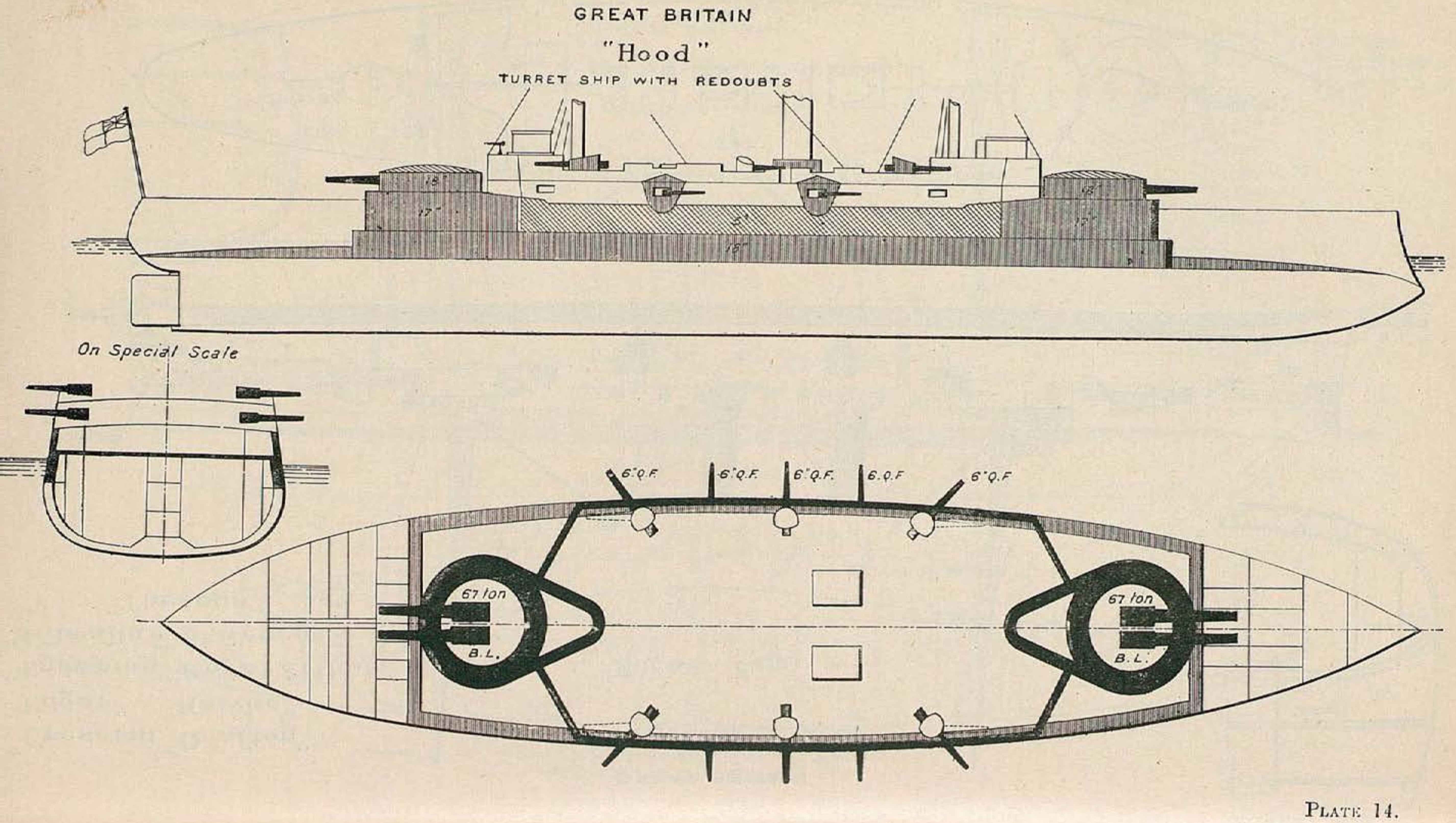
Desenho do Hood

O Hood diferia de seus irmãos ao ter uma borda livre menor de 3,43 metros contra 5,94 metros dos restantes. Isto significou que o navio era muito mais "molhado" em mares bravios e que sua velocidade máxima reduzia rapidamente à medida que o tamanho das ondas crescia, deixando o couraçado adequado apenas para o relativamente calmo Mar Mediterrâneo. A baixa borda livre era necessária para o uso de torres de artilharia, um tipo de montagem giratória muito pesada e diferente daquelas que posteriormente também seriam chamadas de "torres de artilharia".
O Hood tinha 125,1 metros de comprimento de fora a fora, uma boca de 22,9 metros e um calado de 8,4 metros. Tinha um deslocamento normal de 15 020 toneladas e um deslocamento carregado de 15 838 toneladas. Seu sistema de propulsão era composto por oito caldeiras cilíndricas que alimentavam dois motores Humphrys & Tennant verticais de tripla-expansão com três cilindros. A potência total forçando-se as caldeiras era de 11 150 cavalos-vapor (8,2 mil quilowatts) para uma velocidade máxima de 17,5 nós (32,4 quilômetros por hora). Podia carregar até 1 510 toneladas de carvão para uma autonomia de 4 720 milhas náuticas (8 740 quilômetros) a uma velocidade de dez nós (dezenove quilômetros por hora). Sua tripulação era composta por 692 oficiais e marinheiros.
O armamento principal era composto por quatro canhões calibre 32 de 343 milímetros montados em duas torres de artilharia, uma à vante e uma à ré da superestrutura. O armamento secundário tinha dez canhões calibre 40 de 152 milímetros em casamatas. A defesa contra barcos torpedeiros consistia em oito canhões de 57 milímetros. O navio também foi equipado com sete tubos de torpedo de 356 milímetros. O cinturão principal de blindagem tinha 356 a 457 milímetros de espessura, sendo fechado em cada extremidade por anteparas transversais de 356 a 406 milímetros. Acima ficava uma camada de proteção de 102 milímetros com anteparas oblíquas de 76 milímetros. As barbetas tinham 279 a 432 milímetros, enquanto as casamatas tinham 152 milímetros. O convés blindado tinha espessura de 64 a 76 milímetros. A torre de comando de vante tinha laterais de 305 a 356 milímetros e a torre de ré tinha 76 milímetros.

## Carreira

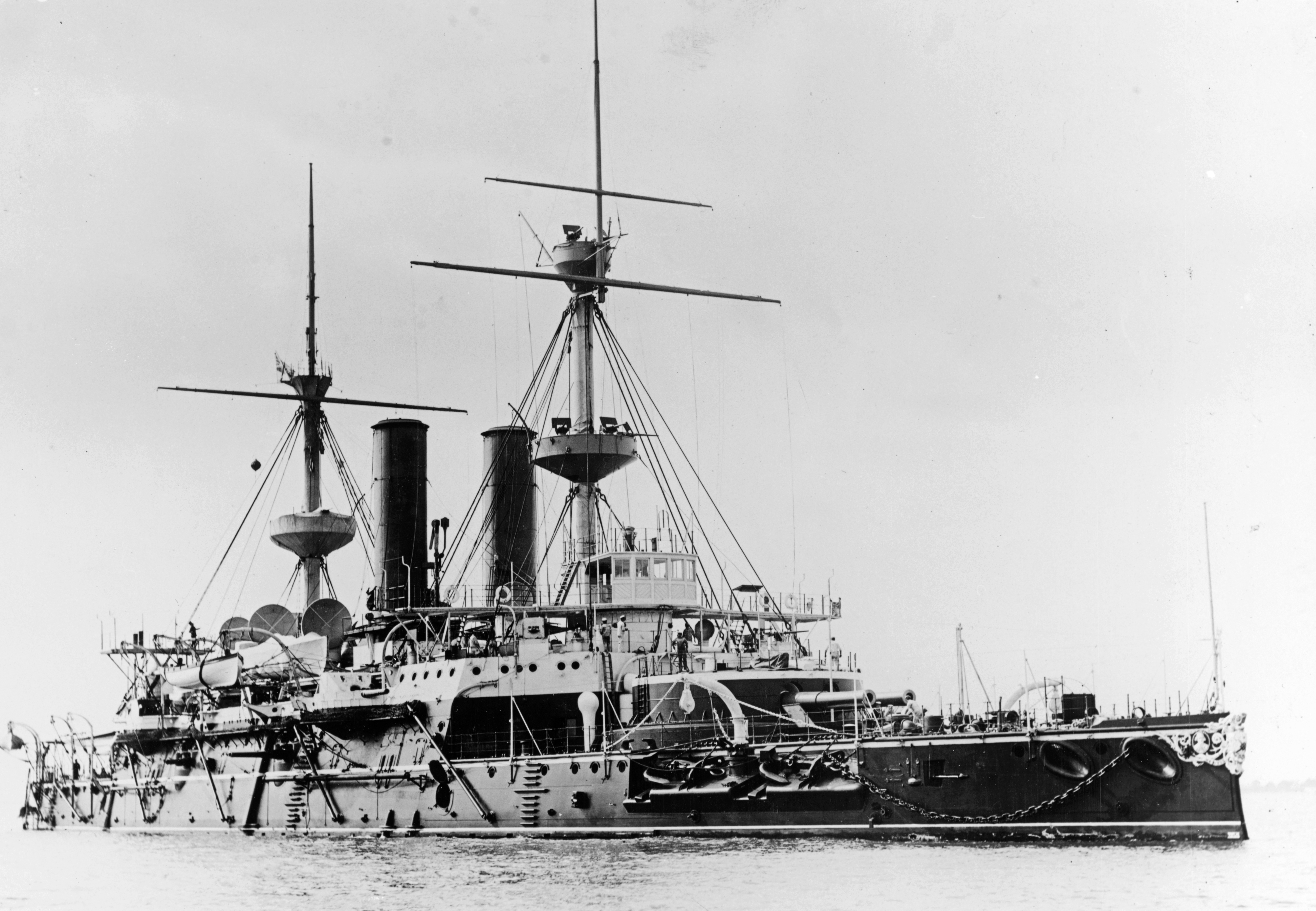
O Hood na década de 1890

O Hood foi nomeado em homenagem tanto ao almirante lorde Samuel Hood, 1º Visconde Hood, quanto ao vice-almirante sir Samuel Hood, 1º Baronete. Seu batimento de quilha ocorreu em 12 de agosto de 1889 no Estaleiro Real de Chatham e foi lançado ao mar em 30 de julho de 1891, sendo batizado por Edith Hood, Viscondessa Hood. Terminou seus testes marítimos em maio de 1893 e foi comissionado na Marinha Real Britânica em 1º de junho, tendo custado 926 396 libras esterlinas. Sua designação para a Frota do Mediterrâneo foi adiada quando um vazamento começou em seus compartimentos de vante em 7 de junho, resultado de uma rebitagem defeituosa e estresse excessivo no casco quando estava na doca seca. Os reparos demoraram dois dias e o couraçado deixou Sheerness rumo ao Mar Mediterrâneo em 18 de junho. Chegou em Malta em 3 de julho e substituiu o ironclad HMS Colossus.
O navio foi para a ilha de Creta em maio de 1896 a fim de proteger interesses e cidadãos britânicos durante um período de agitação popular contra o domínio do Império Otomano. De 1897 a 1898 serviu como parte da Esquadra Internacional, uma força multinacional de navios britânicos, franceses, alemães, austro-húngaros, italianos e russos que interveio em uma revolta grega em Creta. A esquadra foi formada em fevereiro de 1897 com o objetivo de bombardear forças insurgentes, desembarcar marinheiros e fuzileiros navais, ocupar as principais cidades e bloquear Creta e alguns portos chave da Grécia, ações que começaram a serem aplicadas em março. A esquadra depois disso manteve a ordem na ilha até que sua situação foi resolvida pela evacuação de todas as forças do Exército Otomano em novembro de 1898 e estabelecimento no mês seguinte do Estado de Creta sob suserania otomana.

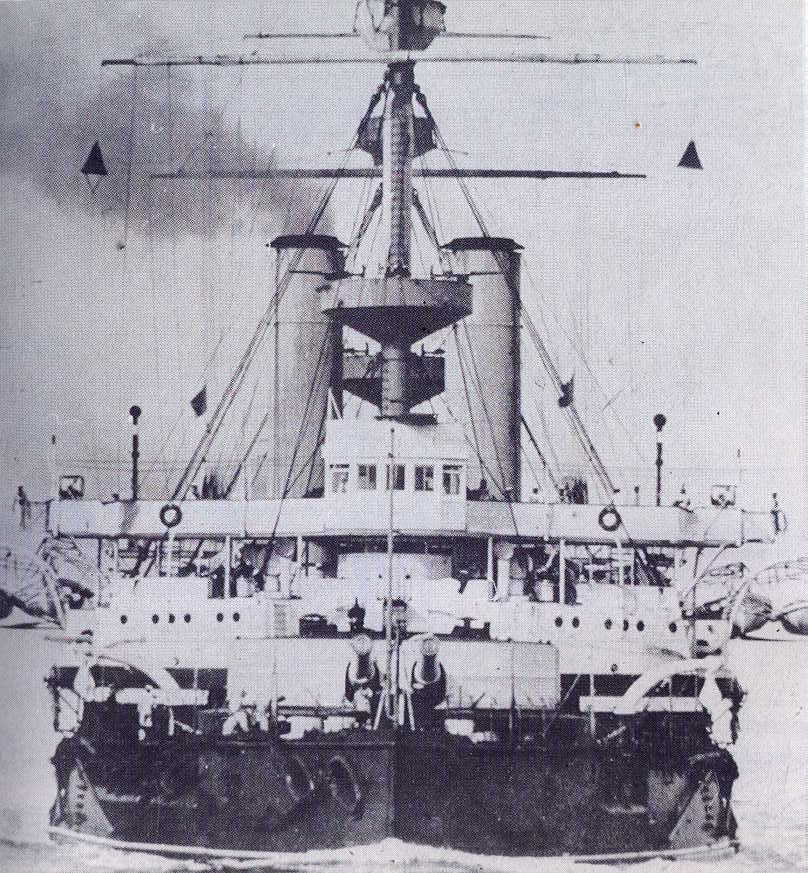
O Hood em 1901

O capitão Alvin Coote Corry foi nomeado comandante do Hood em dezembro de 1898. O navio voltou para casa em março de 1900 e foi tirado de serviço e colocado na reserva em 29 de abril. Foi recomissionado sete meses depois em 12 dezembro para substituir o antigo ironclad HMS Thunderer como navio de guarda no Estaleiro Real de Pembroke. Retornou para a Frota do Mediterrâneo no final de 1901, com o capitão Robert Lowry assumindo o comando em 1º de maio de 1902. Participou no final do ano de manobras combinadas com a Frota do Canal e a Esquadra de Cruzadores próximo do litoral de Cefalônia e Moreia. O Hood danificou seu leme no leito do mar enquanto deixava o porto de Argostoli em 4 de outubro, dois dias antes do fim dos exercícios. Passou por reparos temporários em Malta e então voltou para casa a fim de passar por reparos permanentes no Estaleiro Real de Chatham, manobrando durante toda a viagem apenas pela alteração da rotação das suas hélices. Foi tirado de serviço ao chegar em 5 de dezembro e foi transferido para Devonport ao final dos consertos.
O Hood substituiu o ironclad HMS Collingwood na Frota Doméstica em 25 de junho de 1903. Participou entre 5 e 9 de agosto de exercícios combinados da Frota do Canal, Frota do Mediterrâneo e Frota Doméstica no litoral de Portugal. Foi substituído pelo couraçado HMS Russell em 28 de setembro de 1904, sendo colocado na reserva em Devonport em 3 de janeiro de 1905, onde permaneceu até fevereiro de 1907. Passou por reformas em abril de 1909 também em Devonport, depois das quais se tornou um navio recebedor em Queenstown. Foi recomissionado em setembro de 1910 para servir de capitânia do comandante da estação do litoral da Irlanda, mas mesmo assim continuou atuando também como navio recebedor.
O couraçado foi rebocado para Portsmouth no final de 1911 para ser descartado. Foi usado entre 1913 e 1914 como alvo para experimentos de proteção subaquática e em testes secretos de protuberâncias antitorpedo. Foi colocado na lista de descarte em agosto de 1914. O Hood foi deliberadamente afundado no porto de Portland em 4 de novembro de 1914 com o objetivo de bloquear o canal sul, uma rota de acesso em potencial para submarinos ou torpedos disparos de fora do porto. Seus destroços ficaram conhecidos como "Velho Buraco na Parede". Seu sino foi transferido para o cruzador de batalha HMS Hood e recuperado dos destroços destes em agosto de 2015.